# Chaignes
Chaignes es una localidad y comuna francesa situada en la región de Alta Normandía, departamento de Eure, en el distrito de Évreux y cantón de Pacy-sur-Eure.

## Demografía
| 154 | 180 | 153 | 179 | 233 | 252 |
| Para los censos de 1962 a 1999 la población legal corresponde a la población sin duplicidades (Fuente: INSEE [Consultar]) |     |     |     |     |     |

## Administración

### Alcaldes
- Desde marzo de 2008: Guillaume Grimm
- Desde marzo de 2001 hasta marzo de 2008: Michel Durand